# Irish Ice Hockey League 2008/09
Die Saison 2008/09 war die zweite Spielzeit der Irish Ice Hockey League, der höchsten irischen Eishockeyspielklasse. Meister wurden zum insgesamt zweiten Mal in der Vereinsgeschichte die Dundalk Bulls. Nachdem die laufende Spielzeit abgebrochen werden musste, waren diese als Mannschaft mit dem besten Punkteschnitt von der Liga zum Meister erklärt worden.

## Hauptrunde
|    | Klub                  | Sp | S  | U  | N | Tore   | Punkte |
| -- | --------------------- | -- | -- | -- | - | ------ | ------ |
| 1. | Dublin Rams           | 15 | 9  | 6  | 0 | 88:56  | 33     |
| 2. | Dundalk Bulls         | 11 | 10 | 0  | 1 | 113:16 | 32     |
| 3. | Latvian Hawks         | 12 | 9  | 2  | 1 | 101:37 | 30     |
| 4. | Junior Belfast Giants | 13 | 4  | 9  | 0 | 55:119 | 20     |
| 5. | Dublin Wolves         | 11 | 3  | 8  | 0 | 40:100 | 16     |
| 6. | Flyers IHC            | 12 | 1  | 11 | 0 | 28:97  | 1      |

Sp = Spiele, S = Siege, U = Unentschieden, N = Niederlagen